# The Super Dimension Fortress Macross: Flash Back 2012
The Super Dimension Fortress Macross: Flash Back 2012 (traducido como La Fortaleza Hiperespacial Macross: Retrospectiva 2012) es un OVA musical y de mechas de 1987 que es secuela directa de Macross Zero (2002), The Super Dimension Fortress Macross (1982), The Super Dimension Fortress Macross: Do You Remember Love? (1984) y precuela de Macross Plus (1994), Macross 7 (1994) y Macross Frontier (2008).

## Argumento
Flashback 2012 está dedicada a Minmay Lynn. El final de Macross Flashback 2012 es bastante simbólico, en donde se aprecia a Hikaru y Misa más maduros, preparando el primer viaje de migración programado por las fuerzas de la Tierra, para buscar un nuevo hogar a los supervivientes de la guerra contra las fuerzas Zentradi de Bodolza. 
Misa Ichijo (Hayase) es la comandante de la nueva nave colonizadora Megaroad-01, la que llevará a miles de ciudadanos en la búsqueda de un nuevo hogar en las estrellas. Junto a ella viaja su esposo Hikaru Ichijo, comandante de los nuevos escuadrones VF-4, la nueva arma del gobierno terrestre. Minmay Lynn, la protagonista absoluta de esta cinta, es parte de los miles de personas que buscan hacer realidad el sueño de encontrar un nuevo hogar después de la guerra contra los Zentradi. 
En enero del año 2012 se produce la última batalla entre los Zentradi y los sobrevivientes del Apocalipsis de la Tierra, defendiendo la Ciudad de Macross (Macross capítulo 36). En tal ocasión el SDF-1 Macross fue destruido casi totalmente por la nave Zentradi rebelde, comandada por Kamjin Kravashera, con lo cual queda casi inutilizable. Después de ese acontecimiento el gobierno anuncia públicamente el proyecto de migración de la Humanidad, cuyo propósito era la preservación de la especie. Comienza así una nueva etapa y la construcción de naves espaciales más grandes, para viajar por el universo y buscar nuevos planetas para vivir. 
Años antes (2010) se había empezado la construcción de la primera nave colonizadora en la Base Lunar Apollo. En un comienzo la nueva nave se llamaría SDF-2, pero en junio de ese mismo año se renombró como Megaroad-01. El proceso de avances técnicos continúa con el desarrollo de nuevas series de armamentos, como el desarrollo del VF-4 Lightning III. 
En junio del año 2012 se celebra el matrimonio entre Misa Hayase e Hikaru Ichijo. En el mes de agosto del mismo año, Minmay Lynn realiza una gira llamada Sayanora Summer Concert Tour, tour del cual es extraído el concierto incluido en Flashback 2012 y al final de The Super Dimension Fortress Macross: Do You Remember Love?. En septiembre llega el día esperado por muchos en la Tierra, el comienzo de la era. La nave Megaroad-01, al mando de Misa Ichijo (Hayase), comienza un largo viaje por el aún desconocido espacio. En el viaje la acompañan su esposo Hikaru y la cantante Minmay Lynn.
Desde el despegue del Megaroad-01 se inicia una etapa de construcción de nuevas naves colonias; Megaroad-02 y 03 están en proceso de ensamblaje para futuras salidas, con la ayuda de la energía de la protocultura. El objetivo específico de cada nave es encontrar y migrar a cada planeta a una distancia de 100 años luz de nuestro Sistema solar. Así se produce el descubrimiento y población del planeta Edén (Macross Plus). En el año 2013 nace la hija de Misa y Hikaru, Miku Ichijo. Los años posteriores se caracterizan por las salidas de entre una y dos naves colonias en busca de nuevas fronteras. 
Así, en el año 2016 se recibe la última transmisión directa de Megaroad-01, que en ese instante se ubicaba cerca del centro de la Vía Láctea. 
Con un mensaje escrito por Minmay Lynn:
"Para todos en la tierra con cariño…
Entre el deslumbrante mar de estrellas, oscuro y repentino se abrió un agujero. Desde las profundidades del agujero oscuro que se abría en el corazón de la Galaxia una bella, dolorosa y misteriosa melodía llegó flotando…
¿Esta música es sólo un fenómeno natural, o habrá vida inteligente más allá del agujero oscuro…?
Con el fin de comprobar su identidad, nosotros en el MEGAROAD, salimos del centro de la Galaxia, y decidimos ir en un viaje de aventura en lo desconocido del universo. ¿Qué nos espera en las tinieblas del agujero oscuro? no estamos seguros, o si de podremos volver a esta Galaxia, eso nadie lo sabe.
Pero, mientras exista “algo”, cambiaré canciones de esperanza por luz”, creo que continuaremos.
Desde el centro de la Galaxia con amor…
Minmay Lynn.
2016 D.C. 7/7 (Jueves) Minmay Lynn
minmeyl(a)megaroad.ga.un/"
La desaparición del Megaroad-01 es una de las incógnitas más grandes de la serie Macross.
Nota: En este caso, el símbolo (a) significa arroba.

## Producción
El OVA fue producido por Big West y creado por Studio Nue, con diseños de mechas de Shoji Kawamori y Kazutaka Miyatake, diseños de personajes de Mikimoto Haruhiko y música de Hentaro Kaneda. 
El 27 de junio de 1987 fue finalmente lanzado el OVA Flashback 2012 (originalmente titulado Flashback 2019), como un musical con duración aproximada de 30 minutos que relata el último concierto de Minmay en la Tierra, antes de emprender un viaje hacia el espacio. Flashback es una película corta casi sin diálogos que muestra, mientras Minmay canta, pasajes de su vida dentro del SDF-1, todo esto acompañado por imágenes de la serie de TV y de la película Macross: Do You Remember Love? de 1984, así como arte de los artbooks, portadas y demás libros. 
Al final y durante varias escenas del OVA, se muestran cinco minutos de imágenes nunca antes vistos; de hecho las únicas animaciones que existen del VF-4 Lightning III, que aparecen al final de este OVA, en donde el Lightning se eleva al lado del Megaroad, ostentando de manera orgullosa el logo del escuadrón Skull en su timón de cola.